# Уайтхоллский договор
Уайтхоллский договор, или Вестминстерский договор, — договор между Великобританией и Пруссией; подписан 16 января 1756 года в вестминстерском дворце Уайтхолл. Со стороны Пруссии переговоры вел герцог Брауншвейгский. Со стороны Великобритании выступал государственный секретарь Северного департамента граф Холдернесс. Положил начало «переворачиванию альянсов» — перегруппировке политических сил в Европе накануне Семилетней войны 1756—1763 годов.
Великобритания, опасавшаяся нападения на Ганновер со стороны Франции, рассчитывала получить в лице Пруссии военного союзника на континенте, а Пруссия намеревалась с помощью Великобритании укрепить свои позиции в борьбе с Австрией (желавшей вернуть территории, утраченные в ходе Силезских войн) и Россией (рассматриваемой в качестве потенциального противника) и создать условия для новых территориальных захватов.
По Уайтхоллскому договору стороны обязывались объединить силы, с тем чтобы не допустить вторжения любой иностранной державы в германские государства. Ответом на Уайтхоллский договор явился франко-австрийский договор, заключённый в Версале в мае 1756 года, к которому в январе 1757 года присоединилась Россия.